# 핵병기폐절평화건설국민회의
핵병기폐절평화건설국민회의(일본어: 核兵器廃絶・平和建設国民会議 카쿠헤이키하이제츠헤이와켄세츠코쿠민카이기[*])는 1961년 결성된 일본의 반핵단체다.
1961년, 소련의 핵실험과 일미신안보조약 등에 대한 대응문제를 둘러싸고 당시 일본 최대의 반핵단체였던 원수폭금지일본협의회(원수협)에서 민사당계와 보수계가 분열되어 나와서 결성되었다. 당시 이름은 핵병기금지평화건설국민회의(核兵器禁止平和建設国民会議)였고 약칭은 핵금회의(核禁会議)였다.
이러한 설립 경위에 따라, 핵금회의는 민사당 및 민사당계 반공노총인 전일본노동총동맹(동맹)의 지원을 받아 소위 “민사-동맹 블록”의 일원으로서 행동했다. 따라서, 공산-전노련과 관계를 맺은 원수협, 원수협에서 다시 분열되어 사회당-총평과 연결고리를 가진 원수폭금지일본국민회의(원수금)과는 노선 차이로 대립하는 관계였다. 핵금회의는 원수협과 원수금이 각자 개최하는 원수폭금지세계대회 어느 쪽에도 참가하지 않고 독자적인 집회를 열었다. 그러나 핵금회의는 소수파였고, 일본의 반핵운동을 주도하지 못했다.
1987년 총평이 망하고 동맹과 합쳐져서 일본노동조합총연합회(연합)으로 개편되고, 민사당이 우여곡절을 거쳐 민주당으로 합당되자 핵금회의에서도 원수금과의 협력을 모색하는 움직임이 생겼다. 하여 2005년부터 연합을 포함해 3자 주최로 히로시마 나가사키에서 평화대회를 열어왔다.
핵무기 반대를 주장하면서 “평화를 위한 원자력”은 인정하고 원전 추진을 내세우는 점이 핵금회의와 다른 반핵단체와의 중요한 차이점이었다. 이는 원자력무라와 관계가 깊은 민사당의 방침을 따르는 것이었고, 현재의 핵금회의도 연합 내부 구 동맹계 노조의 전면적 영향 하에 있다. 그래서 원전 반대를 분명히 하는 원수금과 핵금회의의 대립은 불가피했고, 결국 2011년 후쿠시마 원전사고 이후 파열음이 터져나오기 시작했다. 2013년부터는 평화대회를 연합이 단독주최하고 핵금회의와 원수금은 공동개최단위로 물러나게 되었다.